# Мэри Джейн Уотсон
Мэ́ри Дже́йн Уо́тсон (англ. Mary Jane Watson), часто сокращается как  Эм-Джей  (англ. MJ) — героиня, появляющаяся в американских комиксах издательства Marvel Comics. Персонаж дебютировал в The Amazing Spider-Man #25 (Июнь, 1965). С течением времени она становится главным любовным интересом Человека-паука и в итоге выходит за него замуж. Мэри Джейн наиболее известна как любимая девушка Питера Паркера из-за их многолетних отношений. Персонаж регулярно появляется в мультсериалах, фильмах и видеоиграх про Человека-паука.
Несмотря на то, что впервые Мэри Джейн появилась в The Amazing Spider-Man #25, её лицо не было показано вплоть до The Amazing Spider-Man #42 (ноябрь 1966). Первое появление Мэри Джейн считается одним из самых культовых дебютов в истории комиксов, благодаря тому, что создатели долгое время готовили почву для её введения в основной сюжет, огненно-рыжих волос, а также из-за известного высказывания: «Признай, тигр… тебе крупно повезло!».
Изначально, будучи главной кандидатурой тёти Мэй на роль девушки для её племянника, рыжеволосая тусовщица Эм-Джей ранее позиционировалась как конкурентка Гвен Стейси. Хотя между ней и Питером завязались отношения на короткое время, молодые люди приняли решение расстаться, поскольку Питер считал её яркую, весёлую и беззаботную натуру слишком поверхностной, тогда как Эм-Джей не была готова строить что-то серьёзное. Тем не менее, после трагической смерти Гвен Стейси, Мэри Джейн, уже ставшая зрелой и серьёзной девушкой, стала самым дорогим и близким человеком в жизни Питера. В конечном счёте, они поженились.
Благодаря своему яркому образу, Мэри Джейн получила всеобщее признание в качестве самого популярного персонажа Marvel, не обладающего супер-способностями, а также стала одной из самых известных девушек супергероев. В трилогии Сэма Рэйми роль Мэри Джейн исполнила Кирстен Данст, а Шейлин Вудли сыграла её в удалённых сценах фильма «Новый Человек-паук. Высокое напряжение». В 2018 году Зои Кравиц озвучила Эм-Джей в полнометражном фильме «Человек-паук: Через вселенные».

## История публикаций
Первое упоминание о Мэри Джейн состоялось в The Amazing Spider-Man #15 (август 1964), а все последующие упоминания осуществлялись в рамках постоянной шутки серии, сводящейся к тому, что тётя Питера Паркера пыталась отправить своего племянника на свидание вслепую с «племянницей Анны Уотсон». Паркер (также известный как Человек-паук) постоянно находил оправдания, чтобы не видеться с Мэри Джейн, которая, за исключением её краткого появления в The Amazing Spider-Man #25 не появлялась на страницах серии вплоть до The Amazing Spider-Man #42. В 2010 году Питер Дэвид заявил, что художник Джон Ромита-старший «наконец-то полноценно представил Мэри Джейн, вытащив её из-за большого растения в горшке [из-за которого читатели не видели её лица в #25] и поместив на панель комикса в сцене, которая обрела культовый статус». Ромита-старший отметил, что при создании образа Мэри Джейн он вдохновлялся героиней Энн-Маргрет из фильма «Пока, пташка», взяв за основу её личность и внешность, в частности рыжие волосы и облегающую одежду.
По словам одного из создателей персонажа, Стэна Ли, он и Ромита хотели, чтобы Гвен Стейси была единственной и постоянной девушкой Человека-паука, и ввели Мэри Джейн в сюжет «лишь для веселья», однако «каким-то образом Мэри Джейн, казалось бы, обладала собственной личностью, и, как бы сильно мы не старались сделать Гвен более привлекательной, у нас ничего не вышло! Мы сами чувствовали, что Мэри Джейн оказалась не только более привлекательной, но и более яркой и интересной, и мы наконец решили позволить Питеру „расставить все точки над и“ с ней, но это ощущалось… как будто персонаж одержал верх!». Инициалы «Мэри Джейн» и «Эм-Джей» также являются распространёнными сленговыми терминами для обозначения марихуаны. Когда Стэна Ли попросили прокомментировать эту ситуацию, тот заявил, что такой расклад был случайным совпадением, а сам он никогда не знал об этом и никогда в жизни не пробовал марихуану.
Джерри Конвей заменил Ли на посту основного сценариста серии The Amazing Spider-Man в 1972 году. Конвей сделал Мэри Джейн одним из центральных персонажей сюжета и с этого момента она стала играть роль главного любовного интереса Питера Паркера. Как и Ли, Конвей пришёл к выводу, что Мэри Джейн была более объёмным персонажем, чем Гвен: «У Мэри Джейн был стержень, что сделало её интересным персонажем, тогда как у Гвен он отсутствовал. Она была просто хорошим человеком. Я не думаю, что в ней присутствовала хоть капля жестокости, и она не смогла бы как-то навредить Питеру из-за своего тщеславия, что было бы вполне в духе Мэри Джейн, — та самая особенность, которая делает её гораздо более интересным персонажем».
В 1987 году Мэри Джейн вышла замуж за Человека-паука, их свадьба состоялась в The Amazing Spider-Man Annual #21. Как следствие, сценарист Джей Эм ДеМеттьес акцентировал на этой теме внимание в своей сюжетной линии Kraven’s Last Hunt, опубликованной в тот же год, что и сюжет про свадьбу. Джей Эм ДеМеттьес прокомментировал, что: «Последняя охота Крейвена была наполнена мрачностью, однако история в первую очередь была о Питере, его путешествии в свет и о силе простой человеческой любви. Причина, по которой Питер одерживает верх, заключается в том, что в его жизни есть Мэри Джейн, и в этом и заключается его спасение».
Главный редактор Marvel Джо Кесада заявил, что после заключения брака персонажи стареют, что делает их менее интересными для юной зрительской аудитории, а их путь перестаёт быть драматичным, однако он также отметил что «развод, вдовство или признание брака недействительным только усугубляют ситуацию». По словам Кесады, сюжет 1987 года The Wedding! произошёл из-за решения редактора Джима Шутера, которое было зеркально противоположно планам Стэна Ли относительно комиксов о Человеке-пауке и начала выпуска комикс-газеты для привлечения нового поколения читателей. В 2007 году Кесада выступил инициатором и художником скандально-известного сюжета Spider-Man: One More Day, где брак Питера Паркера и Мэри Джейн Уотсон был вычеркнут из истории демоном Мефисто, что вызвало недовольство в фанатском сообществе. Сам Кесада признался, что является заядлым поклонником отношений Питера и Эм-Джей и в нескольких интервью утверждал, что в альтернативной реальности MC2 молодые люди счастливы в браке, что является «естественным итогом» для этих персонажей.
Стирание брака Питера и Эм-Джей из истории было первоначально адаптировано в газетной полосе Стэна Ли, однако, из-за последовавшей негативной реакцией читателей, он преподнёс это событие, как плохой сон. Таким образом, в комиксе-газете Мэри Джейн остаётся женой Человека-паука.

## Биография

### Ранняя история
Мэри Джейн представлена как привлекательная рыжеволосая девушка с зелёными глазами, которая, на протяжении многих лет, с момента её первого появления в 1966 году вплоть до событий One More Day в 2007 году, оставалась главным любовным интересом Питера Паркера. Первоначально, она соперничала с другими девушками за сердце Питера, в частности с Гвен Стейси и Фелицией Харди. Ранняя жизнь Мэри Джейн была освещена в The Amazing Spider-Man #259.
В первых выпусках серии The Amazing Spider-Man была регулярная шутка о том, как Питер постоянно уклоняется от попыток тёти Мэй познакомить его с «той милой девушкой Уотсон по соседству», полагая, что та не в его вкусе, раз приглянулась тёте. В графическом романе «Параллельные жизни» выясняется, что у Мэри Джейн были аналогичные опасения. Первое появление Мэри Джейн состоялось в The Amazing Spider-Man #25 (июнь 1965), однако её внешность была скрыта. Тем не менее, её увидели Лиз Аллан и Бетти Брант, которые поразились красотой девушки. Полноценно Мэри Джейн дебютировала в The Amazing Spider-Man #42 (ноябрь 1966). Питер встретил её на последней странице номера, где потерял дар речи от красоты новой знакомой, тогда как сама Мэри Джейн произнесла фразу, ставшую культовой: «Признай, тигр… тебе крупно повезло!».
Питер начал встречаться с ней, к большому раздражению Гвен Стейси. Тем не менее, в конце концов, они разделили взаимное раздражение в отношении друг друга, и впоследствии Питер начал отношения с Гвен. Мэри Джейн, которая около года встречалась с Гарри Озборном, закрепила роль близкого друга Питера и Гвен.
Несмотря на жизнелюбие, умение заводить друзей и романтическую натуру, Мэри Джейн не хотела привязываться к кому-либо на длительный срок. Когда её отношения с Гарри Озборном подошли к концу, расставание особенно сильно повлияло на последнего, в результате чего тот пристрастился к наркотикам. Это, в свою очередь, привело к непредвиденным последствиям, в частности к безумию отца Гарри, Нормана Озборна, который на какое-то время вернулся к личности Зелёного гоблина.
Вскоре после этого Мэри Джейн ненадолго исчезла, а Питер в это время встречался с несколькими девушками, в том числе с Деброй Уитман и Фелицией Харди (Чёрной кошкой). Вскоре Мэри Джейн вернулась из Флориды, где она была с семьёй, и она очень сблизилась с Питером, поскольку у обоих были проблемы в семье и жизни. Однажды, Мэри Джейн нашла у Питера в шкафу паучий костюм и всё поняла (После того как Питер устал врать ей насчёт своего отсутствия, в то время как он сражался с Пумой).

### Брак
Узнав его секрет, девушка не вытерпела и призналась, что давным-давно знает его тайну, и решила открыться ему и рассказала про свою жизнь, где она выросла в неблагополучной семье и с детства была вынуждена носить маску веселья и беспечности, чтобы не сойти с ума от переживаний. После этого они поняли, что стали очень дороги друг другу. Так началась их любовь, Питер снова предложил ей выйти за него замуж, и вскоре состоялась свадьба в комиксе (Amazing Spider-Man Annual #21).
После этого пара переехала в новую квартиру, но счастье их было недолгим. Мэри Джейн похитил её состоятельный поклонник Джонатан Кезер. После её побега и заключения Кезера в тюрьму ему всё же удалось использовать своё влияние, чтобы её выгнали из модельного бизнеса. Мэри Джейн удалось найти работу в сериале «Тайный Госпиталь». Там она зарабатывала больше, чем Питер своими фотографиями, из-за чего Паркер сильно комплексовал. Жизнь Мэри Джейн становилась всё хуже. В городе буйствовал Карнаж, ей пришлось столкнуться с Веномом. В сюжете Сага о Клонах Питер постоянно игнорировал её, она стала практически «женой полицейского», постоянно ожидая возвращения мужа домой, тогда как муж постоянно рисковал жизнью. Мэри Джейн стала чрезвычайно нервной и издёрганной.

### Беременность
После сюжета Саги о Клонах появилась надежда на улучшение положения, поскольку Мэри Джейн забеременела. Ответственность за будущего ребёнка убедила Питера бросить свою роль Человека-паука, и уехать в Сиэтл, чтобы пожить «нормальной жизнью». Какое-то время всё шло отлично. Во время Саги о Клонах, некая женщина подмешала в суп вещество, спровоцировавшее выкидыш у Мэри Джейн. После, та женщина приносит тело младенца Норману Озборну. Неизвестно умер всё-таки ребёнок или нет. Питер и Мэри вместе прошли курс психотерапии, а затем она вернулась в университет, чтобы изучать психологию. Там она подружилась с Джил Стейси, кузиной Гвен. Тётя Мэри Джейн, Анна Уотсон, жила в доме тёти Мэй на Форест-Хилс, до тех пор, пока не обнаружилось, что хозяйка жива. Мэри Джейн снова стала заниматься модельным бизнесом, появились деньги, и они с Питером переселились в квартиру в Манхеттене, прихватив с собой тётю Мэй. Питер снова пообещал, что он не будет Человеком-пауком, и снова не сдержал обещание. Мэри Джейн постоянно пропадала на съёмках, её муж в погонях за преступниками. Отношения накалялись ещё и тем, что Мэри начал постоянно названивать какой-то неизвестный преследователь, что она скрывала от Питера.

### Проблемы брака
В Amazing Spider-Man (vol. 2) #13, Мэри Джейн решила предпринять путешествие на самолёте. Питер решил догнать её позже. На борту оказался её преследователь, а самолёт потерпел крушение, взорвавшись в воздухе. Питер отказывался верить в смерть своей жены, пока из аэропорта не передали ему её вещи. Убедив себя, что в его жизни произошла ещё одна смерть, Питер вернулся к прежним занятиям. Мэри Джейн же на самом деле была похищена Сталкером, человеком, который стал ассоциировать себя с Питером после частичной потери памяти. Человек-паук спас Мэри Джейн, но после плена она получила тяжелейшую эмоциональную травму и была не в состоянии возвратиться к напряжённой жизни с мужем, который каждый день рискует жизнью. На данный момент Питер и Мэри Джейн живут раздельно, хотя и не разведены. В последних номерах Amazing Spider-Man Питер и Мэри Джейн снова живут вместе и, по-видимому, очень счастливы.

### «Ещё Один День»
Однако в 2007 году выходит декабрьский номер The Amazing Spider-Man #545, в котором тётя Мэй умирает, и Питер вместе с Мэри заключают договор с демоном Мефисто, в котором просят воскресить из мёртвых тётю Мэй. Взамен Мефисто требует отдать ему их любовь. После долгих прощаний Питера и Мэри демон стирает им обоим память. И всё возвращается почти на круги своя, где Питер живёт один с тётей Мэй, а друзья говорят ему, что он якобы когда-то встречался с Мэри Джейн, но у них ничего не сложилось.
В цикле Amazing Spider-Man с января 2008 года появляется новая супергероиня Джекпот, и Питер уверен, что она и есть Мэри Джейн. Однако вскоре выясняется, что это не так.

### Marvel Now
Мэри Джейн и Питер попытались возобновить любовные отношения, однако после арки Dying Wish, Отто Октавиус переселился в тело Паркера, а тот умер в его теле от сердечного приступа. В итоге, после пары свиданий, Отто решает расстаться с Мэри Джейн, обещав, что где бы она не была, он останется её защищать. Отто находит новую спутницу, в лице Анны-Марии Маркони, а Мэри Джейн начинает встречаться с пожарным Олли. Несмотря на это, Питер (Отто) и Мэри Джейн поддерживают дружеские отношения. Позже Питер вернул себе своё тело.

### All-New, All-Different
На данный момент, Мэри Джейн является помощницей Тони Старка, заменив на этом посту Пеппер Потс.

## Альтернативные версии

### День М
В версии День М Мэри Джейн всемирно известная актриса. Она снялась в фильмах с Человеком-пауком, который привык врать, что он является мутантом (в этом мире мутанты признаны следующей ступенью эволюции), когда в действительности он им не является. В этой версии жена Питера — Гвен Стейси, а не Мэри Джейн.

### Marvel Zombies
Человек-паук заразился инопланетным вирусом от инфицированного Капитана Америки. Когда он решил полежать, придя домой, ему стало плохо, и он почувствовал голод. Зомби-Питер съедает всех родных, но вирус на Паркера действовал недолго. Паркер, поняв, что съел родных, сожалеет об этом и перемещается в другую реальность, где Мэри Джейн ещё жива… Но Паркер ещё был зомби. Питер убивает Зловещую шестёрку. Вирус передаётся злодеям, и те убивают сначала Мэри Джейн, а затем и других.

### Age of X
В этой вселенной Человек-паук и Мэри Джейн поженились и ждут ребёнка, девочку. Человек-паук отправляет её в Париж, чтобы избежать ареста за беременность потенциальным мутантом с суперспособностями, пока её плод достаточно невелик, чтобы беременность кто-то заметил.

### Mary Jane — Spider-Woman
В альтернативной вселенной Мэри Джейн Уотсон является супергероиней Женщиной-пауком.

### MC2
В MC2 вселенной, которая представляет альтернативу Вселенной Marvel в будущем, Мэри Джейн замужем за Питером Паркером. Их дочь — Девушка-паук, Мэй Паркер. Много лет спустя, в результате осложнённой беременности, Мэри Джейн родит сына по имени Бенджамин Ричард Паркер. Мэри Джейн уважаемый дизайнер и предприниматель.

### Spider-Man Loves Mary Jane
В этой вселенной Мэри Джейн Уотсон главный персонаж. Она вовсе не девушка Человека-паука, а обычная школьница, которая думает об учёбе, подружках и, конечно, о предстоящем выпускном бале. Но однажды Мэри Джейн случайно встретила Человека-паука, и её жизнь переменилась, а сердце наполнилось тайным чувством.

### Ultimate Marvel
Во вселенной Ultimate Marvel Мэри Джейн 15 лет. Она учились в одном классе с Питером Паркером, где Питер считался неудачником и изгоем, а Мэри Джейн была всеобщей любимицей. Почти все мальчики в классе мечтали добиться взаимности у этой стройной рыжеволосой красавицы, но она предпочла тихого Питера. Она искренне сочувствовала ему и пыталась приободрить его, пока они ехали с экскурсии домой. В сюжете Хобгоблин выяснилось, что на тот момент она встречалась с Гарри Озборном.
Вскоре, после того как Мэри Джейн и Питер Паркер начали встречаться, он признаётся ей, что он Человек-паук. Падение с моста (её оттуда скинул Зелёный гоблин) заставило Мэри Джейн по-другому посмотреть на сложившуюся ситуацию. Она понимает, что быть девушкой супергероя очень опасно для жизни, и они с Питером расстаются. Вскоре они мирятся.
Вскоре Гарри Озборн превращается в Хобгоблина, и Человек-паук начинает с ним схватку. На месте событий оказывается Мэри Джейн. Монстр чуть не убивает её. После схватки Питер Паркер упрекает её в том, что она оказалась в ненужное время в ненужном месте, и говорит, что они должны расстаться, теперь уже навсегда.
После недавней стычки с вампирами Питер чувствует, что Мэри хочет возобновить с ним любовные отношения, хотя Питер тогда встречался с Китти Прайд. Вскоре девушку похищает один из клонов Питера — Каин, и вводит в её организм сыворотку ОЗ. Мэри Джейн превращается в Демон-гоблина. Но Питер вместе с Женщиной-пауком находят Мэри Джейн, и благодаря Питеру, она снова становится человеком, но теряет сознание. Её доставляют в Здание Бакстера и нейтрализуют сыворотку. Она и Питер возобновляют свои отношения.
Во время событий Ultimatum Мэри Джейн вместе с друзьями находилась на крыше здания. Неожиданно она нападает на Китти Прайд, обвиняя, что по её вине Питер рискует своей жизнью, позже она просит её вернуть его. Вскоре Китти возвращается и отдаёт Мэри Джейн рваную маску Человека-паука. После Ультиматума девушка порвала отношения с Питером, но вскоре возобновила с ним отношения. Когда Зловещая шестёрка штурмует дом Питера, тот погибает от рук Нормана Озборна. Человек-паук умирает на руках у Мэри Джейн. После этого Мэри Джейн пыталась найти способ рассказать миру, что Ник Фьюри и Абсолютные были ответственны за смерть Питера. После Мэри Джейн видит из окна своего дома, что тётя Мэй и Гвен Стейси покинули свой дом и уехали во Францию. Позже Ник Фьюри навещает Эм-Джей, чтобы сказать ей, что он чувствовал себя ответственным за смерть Питера.
Когда Гвен Стейси и Стив Роджерс спорят о Майлзе Моралесе, Мэри Джейн встречает Нового Человека-паука. В сюжете комикса Spider-Men тётя Мэй и Гвен встречают Майлза и другого Питера Паркера из иной вселенной. Мэри Джейн наблюдает за Питером и Майлзом, садившимися в лимузин с Ником Фьюри. Питер видит её, но Мэри Джейн убегает и начинает плакать. Позднее она, как и все друзья Питера, присутствует на вечеринке в честь Питера Паркера. Там они размышляют, какой была бы жизнь Питера, если бы он выжил, а затем раздают остатки еды бездомным людям. Немного позднее Майлз спрашивает у неё, когда Питер раскрыл ей свой секрет. Поняв, что он хочет раскрыть своей девушке тайну Человека-паука, Мэри Джейн призывает его убедиться, что это серьёзное чувство. Вскоре выяснилось, что Питер на самом деле выжил. После того, как он помог Майлзу в битве против Зелёного гоблина, он решил перестать быть супергероем и благословил своего преемника, как нового защитника города. Взяв машину матери Мэри Джейн, она и Питер покинули город.
Во время событий Secret Wars Мэри Джейн, по всей видимости, была уничтожена вместе с другими жителями Земли-1610. Тем не менее, в окончании Spider-Men II было показано, что Ultimate-вселенная была восстановлена, а Питер Паркер вернулся к деятельности Человека-паука. Мэри Джейн делает краткое своё появление, напоминая Питеру о том, что тот опаздывает на вечеринку.

## Вне комиксов

### Телевидение
- Мэри Джейн появляется в мультсериале «Человек-паук» 1967 года, где её озвучила Пег Диксон. Она фигурирует в эпизоде Главный промывщик мозгов (основан на The Amazing Spider-Man #59-61). По версии данного мультсериала она является племянницей капитана Джорджа Стейси.

- В мультсериале «Человек-паук» 1994 года Мэри Джейн озвучила Сара Баллантин. Впервые она знакомится с Питером в эпизоде Возвращение охотников за Пауком, где тётя Мэй устраивает своему племяннику свидание вслепую. На тот момент любовным интересом Питера была Фелиция Харди, однако тот теряет дар речи, когда впервые видит Эм-Джей. В эпизоде Без страха и упрёка выясняется, что Мэри Джейн имеет некоторые познания в боевых искусствах. В финале 3 сезона её похищает Зелёный гоблин, который узнал тайну Питера, после чего переносит её на мост Джорджа Вашингтона. Человек-паук пытается спасти её, но девушка падает в пространственно-временной портал, созданный украденным Гоблином устройством замедления времени. В 4 сезоне она возвращается в эпизоде Возвращение Зелёного гоблина, ничего не помня о событиях после своего исчезновения. Она возобновляет свои отношения с Питером, который раскрывает ей тайну своей личности и делает ей предложение. В 5 сезоне они женятся, а затем её похищает Гидромен. Тогда же девушка обнаруживает, что обладает его способностями, после чего выясняется, что она на самом деле является клоном, созданным Майлзом Уорреном. Вскоре тела Гидромена и двойника Мэри Джейн распадаются из-за несовершенства технологии клонирования, и резкого снижения уровня стабильности их крови. В финале мультсериала Человек-паук и Мадам Паутина отправляются на поиски настоящей Мэри Джейн.
- В мультсериале «Люди Икс 97» 2024 года Мэри Джейн появляется вместе Питером Паркером в финале первого сезона.
- Мэри Джейн ненадолго появляется в пилотном эпизоде мультсериала «Непобедимый Человек-паук», где её озвучила Дженнифер Хейл.
- Мэри Джейн является одной из главных героев мультсериала «Человек-паук» 2003 года, где её озвучила Лиза Лоб. В течение мультсериала она и Питер не могут определиться, кем на самом деле являются друг другу. В эпизоде Игры разума, часть 1, она узнаёт тайну личности Питера, а затем её, казалось бы, убивает Крейвен-охотник. Позже выясняется, что это была иллюзия подстроенная близнецами-телепатами Гайн.

- В мультсериале «Новые приключения Человека-паука» Мэри Джейн озвучила Ванесса Маршалл. В этом мультсериале Мэри Джейн не является любовным интересом Питера, а также не имеет отношений с его альтер эго Человеком-пауком. Сначала она становится спутницей Питера на осеннем балу, а позже переходит в его школу. Некоторое время Мэри Джейн встречалась с братом Лиз Аллан — Марком Рэкстоном, который стал Расплавленным человеком. В течение сюжета она пытается помочь развитию отношений Питера и Гвен.
- Мэри Джейн появляется в мультсериале «Великий Человек-паук», озвученная Тарой Стронг. В этом мультсериале Мэри Джейн является одноклассницей Питера Паркера и Гарри Озборна. Мэри Джейн с самого детства дружит с Питером, однажды они даже решили поцеловаться, но это вызвало у них отвращение. Мечтает стать журналисткой Дейли Бьюгл, и не знает тайну Питера. В 4 сезоне Мэри Джейн узнаёт что Питер Паркер — Человек-паук, и ненадолго насильно по вине вампира Майкла Морбиуса, становится Королевой-Карнаж. Затем благодаря Доктору Коннорсу, становится Совершенной Женщиной-пауком, и вступает в команду супергероев «Паутинные Воины».
- Мэри Джейн появляется в мультсериале «Человек-паук», дебютировав в эпизоде Веном. Впервые она появляется в качестве талисмана школьной футбольной команды. Она помогает Человеку-пауку остановить Венома. В 3 сезоне она появляется полноценно. И в конце сезона у них с Питером завязываются отношения. Мэри Джейн представлена здесь, как любовный интерес Питера.
- Мэри Джейн появляется в анимационном телевизионном фильме «Восход Marvel: Тайные воины», где её вновь озвучила Тара Стронг. Здесь Мэри Джейн входит в музыкальную группу Гвен Стейси и является её близкой подругой.

### Кино
- В трилогии о Человеке-пауке Сэма Рэйми Мэри Джейн сыграла Кирстен Данст.
  - В художественном фильме «Человек-паук» 2002 года Мэри Джейн является соседкой и одноклассницей Питера Паркера, в которую тот был влюблён ещё с детства. В начале сюжета она состоит в отношениях с Флэшем Томпсоном. Подвергаясь ужасному обращению со стороны отца-алкоголика, Эм-Джей мечтает построить себе лучшее будущее, из-за чего расстаётся с Флэшем после окончания школы и решает стать актрисой, но вместо этого становится официанткой. Затем она начинает встречаться с Гарри Озборном, лучшим другом Питера, которому было известно о его чувствах к ней, но он понимал, что тот никогда не решится рассказать о них Эм-Джей. Впоследствии она влюбляется в Человека-паука, который неоднократно спасает её, сначала от Зелёного гоблина, а затем от бандитов в переулке, после чего между ними происходит поцелуй. Также она сближается с Питером и расстаётся с Гарри. Когда Норман Озборн раскрывает личность Человека-паука, он похищает Мэри Джейн и сбрасывает её с моста, однако супергерою удаётся спасти её. Позже она целует Питера, понимая, что любит его, однако тот, понимая, что отношения с ним поставят жизнь Эм-Джей под угрозу, отвергает её. Тем не менее, раздавленная горем Мэри Джейн всё же понимает, что её поцелуй с Питером напоминает тот, что произошёл между ней и Человеком-пауком.
  - В сиквеле «Человек-паук 2» 2004 года Мэри Джейн, разочарованная нежеланием Питера быть с ней и невыполнением обязательств даже в качестве друга (поскольку его супергеройская деятельность не позволяет ему проводить время с друзьями), начинает отношения с Джоном Джеймсоном. Будучи подавленным от свалившихся на него проблем, Питер решает прекратить быть Человеком-пауком, однако Мэри Джейн всё-таки принимает предложение Джона стать его женой. Вскоре она всё же понимает, что не любит его и решает поговорить с Питером. Во время их встречи её похищает Доктор Осьминог, однако Человек-паук спасает её. Во время битвы с суперзлодеем, он раскрывает ей свою личность. Питер говорит Мэри Джейн, что они не смогут быть вместе, поскольку его враги всегда будут угрожать его близким людям. Тем не менее, Мэри Джейн сбегает с собственной свадьбы и решает быть с ним, несмотря на потенциальную опасность.
  - В фильме «Человек-паук 3: Враг в отражении» Питер собирается сделать Мэри Джейн предложение, однако их отношения сильно осложняются: сперва Мэри Джейн теряет работу в театре из-за отсутствия положительных отзывов о последнем спектакле, затем беспочвенно начинает соперничество за чувства Питера с Гвен Стейси, становится жервой манипуляций Нового гоблина, а самого сильного масла в огонь подливают изменения в поведении Питера, вызванные инопланетным симбиотом. Когда Питер избавляется от симбиота, тот попадает к Эдди Броку, который становится Веномом и похищает Мэри Джейн. На помощь ей приходят Человек-паук и Новый гоблин, однако последний умирает, отдав жизнь ради своих друзей. В конечном итоге Питер и Мэри Джейн мирятся и их отношения наладились, правда осложнились из-за смерти Нового гоблина.
- В октябре 2012 года было подтверждено, что актриса Шейлин Вудли сыграет роль Мэри Джейн в фильме «Новый Человек-паук. Высокое напряжение»[35]. Сцены с её участием в итоге были вырезаны из фильма. Режиссёр картины Марк Уэбб объяснил, что такое решение было принято для того, чтобы упростить историю и сосредоточиться на отношениях Питера Паркера и Гвен Стейси[36]. Несмотря на это, появление Вудли планировалось в следующих фильмах серии, начиная с третьей части. Тем не менее, в результате сделки Sony и Marvel Studios, серия фильмов «Новый Человек-паук» была закрыта, из-за чего планы относительно появления Мэри Джейн остались нереализованными.
- Зои Кравиц озвучила Мэри Джейн в полнометражном фильме «Человек-паук: Через вселенные» 2018 года. В основной реальности фильма она была замужем за Питером Паркером вплоть до его смерти. В альтернативной реальности также являлась женой Питера Паркера, однако они развелись, поскольку тот не был готов заводить детей. После встречи с Майлзом Моралесом и столкновения с овдовевшей Мэри Джейн, Питер Паркер возвращается в свою родную реальность и предпринимает попытку возобновить их отношения[37].

### Видеоигры
- В игре «The Amazing Spider-Man vs. The Kingpin» Мэри Джейн была похищена Кингпином и подвешена над баком с кислотой. Её возможно спасти если победить Кингпина в течение определённого периода времени. Если бой продлится слишком долго, она упадёт и погибнет и, после того, как Кингпина арестует полиция, Человек-паук поклянётся отомстить. В случае поражения Человека-паука, он погибнет вместе с Мэри Джейн.
- Мэри Джейн появляется в эндинге Человека-паука в играх «Marvel Super Heroes» и «Marvel Super Heroes vs. Street Fighter».
- В игре «Spider-Man» для Dreamcast, Nintendo 64 и PlayStation Мэри Джейн озвучила Дженнифер Хейл. Веном, который считает, что за похищением изобретения Доктора Осьминога стоял Человек-паук, похищает Мэри Джейн с целью отомстить. Супергерой спасает её на уровне с канализацией.
- Мэри Джейн появляется в игре «Spider-Man: Mysterio’s Menace». По сюжету, она забывает купить аквариум для рыбок, которых недавно выиграла на карнавале, и просит Питера Паркера забрать аквариум в начале игры. В конце концов, Питер приносит ей шлем Мистерио, со словами: «Ты никогда не узнаешь, через что мне пришлось пройти».
- Мэри Джейн появляется в игре «Spider-Man» по мотивам фильма 2002 года. Хотя её образ списан с внешности Кирстен Данст, персонажа озвучила Кэт О’Коннер.
- Мэри Джейн появляется в игре «Spider-Man 2». В игре, как и в фильме, она узнаёт личность Человека-паука в финале. Существует небольшая дополнительная сюжетная линия, в которой Питер испытывает искушение отказаться от чувств к Мэри Джейн из-за возможности новых отношений с Чёрной кошкой, но в конечном счёте отказывается от этой идеи, осознав важность обычной жизни.
- Мэри Джейн появлялась в игре «Ultimate Spider-Man», основанной на одноимённой серии комиксов, где её озвучила Андреа Бэйкер. Она появляется несколько раз по ходу сюжета, помогая Питеру в поисках информации о суперзлодеях, с которыми тому предстоит сражаться. Игра заканчивается их с Питером разговором. В версии для Nintendo DS Человеку-пауку предстоит спасти неназванного персонажа с дизайном Мэри Джейн.
- Мэри Джейн появляется в одном из роликов игры «Spider-Man: Battle for New York».
- Мэри Джейн появляется в игре «Spider-Man 3» по фильму 2007 года. Как и в случае с первой частью, здесь её не озвучивает Кирстен Данст. Вместо неё роль исполнила Кэри Уолгрен.
- В игре «Spider-Man: Web of Shadows» Мэри Джейн озвучила Дана Зельцер. В отличие от большинства её появлений в играх про Человека-паука, она принимает активное участие в одном из сражений с боссами, атакуя противников из дробовика, в то время как Человек-паук сражается с одержимой симбиотом Чёрной кошкой. В начале игры она попадает под перекрёстный огонь во время сражения между Веномом и Человеком-пауком и её доставляют в больницу. Она часто появляется на протяжении всей игры, где её ролики основаны на выборе игрока. В одном из финалов красного костюма она пролетает с Человеком-пауком над Нью-Йорком. В другом финале красного костюма Человек-паук пытается дозвониться ей, чтобы извиниться за собственные действия, но она не поднимает трубку и оставляет сообщение на телефоне, надеясь, что однажды она простит его за то, что пришлось сделать. В одной из концовок чёрного костюма Мэри Джейн разрывает отношения с Питером за то, что тот использовал чёрный костюм после своего общения не делать этого. В другом финале чёрного костюма Человек-паук клянётся вернуть Мэри Джейн.
- Мэри Джейн упоминается в игре «Spider-Man: Shattered Dimensions». Ultimate Дэдпул ссылается на неё как на «ту рыжую», которую Человеку-пауку всегда приходится спасать. Дэдпул обвиняет героя в том, что тот находится в любовном треугольнике с ней и Китти Прайд.
- Мэри Джейн появляется в игре «Spider-Man: Edge of Time»[38], озвученная Лорой Вандерворт. Будучи временно пойманным в ловушку в 2099 году, Человек-паук обнаруживает запись о смерти Мэри Джейн в результате несчастного случая в Алхимакс, заставляя будущего Человека-паука попытаться спасти её. Когда тот спасает её, Мэри Джейн комментирует, что Мигель О’Хара такой же храбрый, как и другой Человек-паук, которого она знает.
- Мэри Джейн появляется в игре «LEGO Marvel Super Heroes», озвученная Тарой Стронг.
- Мэри Джейн появляется в «LEGO Marvel’s Avengers».
- В игре «Spider-Man Unlimited» Мэри Джейн вновь озвучила Тара Стронг. Она не является играбельным персонажем, часто мелькая в сюжетных роликах[39]. В более поздних обновлениях она, тем не менее, доступна для игры.
- Мэри Джейн принимает участие в событиях игры «Marvel Avengers Academy». Здесь ей предоставляется костюм Железного паука.
- Мэри Джейн является играбельным персонажем в игре «Spider-Man» для PlayStation 4, где её озвучила Лора Бэйли[40]. По сюжету, она работает журналистом в Daily Bugle. За несколько месяцев до начала событий игры, она и Питер были в отношениях, но когда она узнала о его супергеройской жизни, они расстались, так как Эм-Джей надоела его опека. Выполняя свои рабочие обязанности, Мэри Джейн неоднократно сталкивается с Человеком-пауком и в итоге предлагает ему работать вместе, чтобы расследовать новую волну преступлений, возникших после ареста Уилсона Фиска. Спустя три месяца после окончания основного сюжета, она и Питер возобновляют отношения. В некоторых миссиях является играбельным персонажем[41].